# بایرن-له-زیرک
بایرن-له-زیرک (به فرانسوی: Beyren-lès-Sierck) یک کمون در فرانسه است که در Canton of Cattenom واقع شده‌است.

## خصوصیات
بایرن-له-زیرک ۹٫۲۸ کیلومترمربع مساحت و ۴۷۲ نفر جمعیت دارد و ۱۶۲ متر بالاتر از سطح دریا واقع شده‌است.